# Volodymyr (thành phố)
Volodymyr (tiếng Ukraina: Володимир) là một thành phố của Ukraina. Thành phố này thuộc tỉnh Volyn. Thành phố này có diện tích ? km2, dân số theo điều tra dân số năm 2024 là 36000 người.